# Eugène-Henri Gravelotte
Eugène-Henri Gravelotte (6 februari 1876 - 28 augustus 1939) was een Frans schermer. Gravelotte was de eerste Franse Olympische kampioen door zijn overwinning in het scherm-onderdeel floret. Hij kreeg als prijs een zilveren schaal uit handen van de Griekse koning George I. De trofee is momenteel te bezichtigen in het Franse Museum voor Sport.